# Orthotomus sutorius
Orthotomus sutorius е вид птица от семейство Cisticolidae.

## Разпространение
Видът е разпространен в Бангладеш, Бутан, Виетнам, Индия, Индонезия, Камбоджа, Китай, Лаос, Малайзия, Мианмар, Непал, Пакистан, Сингапур, Тайланд и Шри Ланка.